# Олешко Ілля

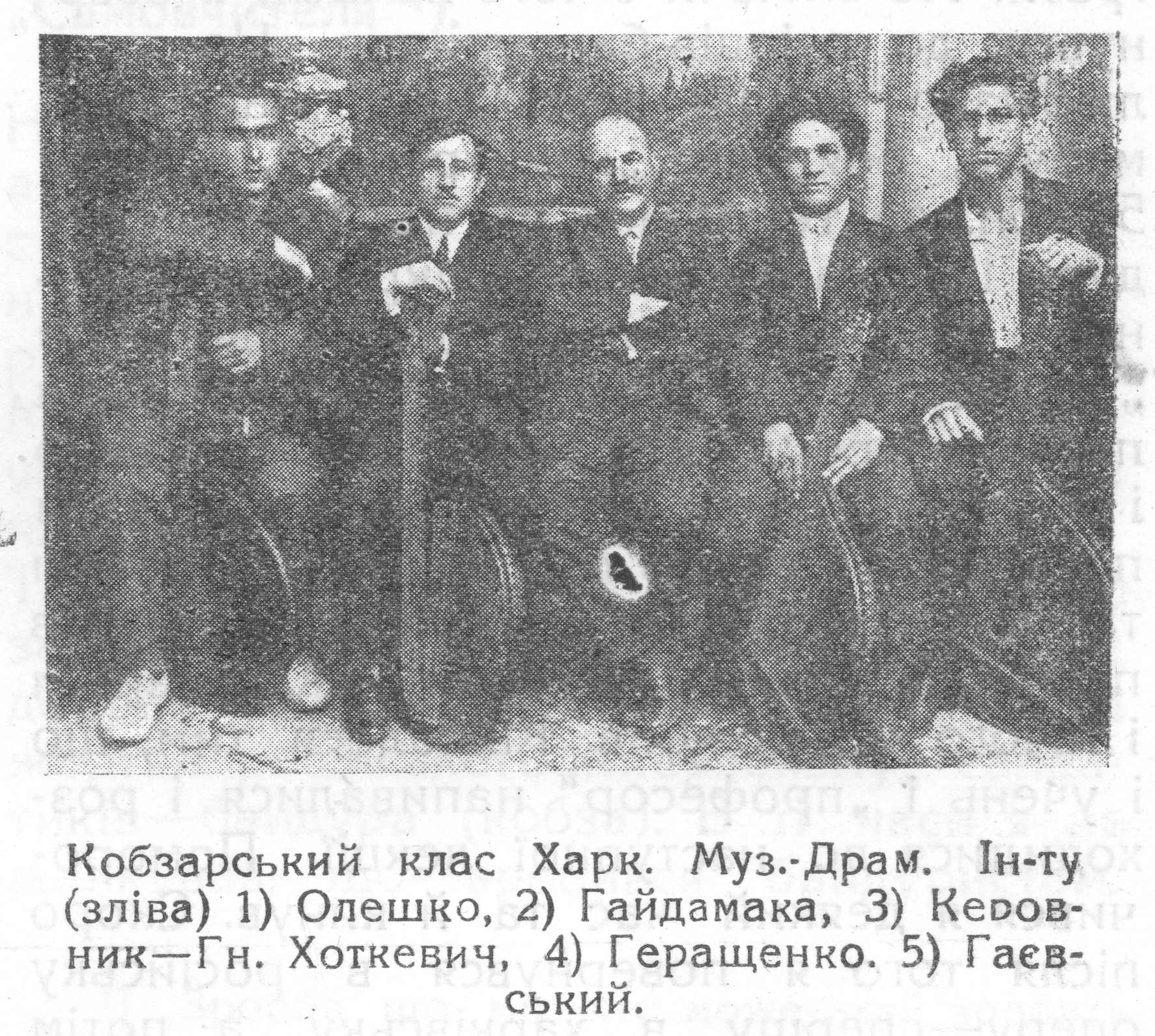
Харківський квартет бандуристів

Олешко (Ілля) Іван Федорович — український бандурист; один з перших учнів Гната Хоткевича на курсі гри на бандурі у Харківському музично-драматичному інституті. Родом з Деркачів.
1929 року року закінчив Харківський музично-драматичний інститут. Разом з Олексою Геращенком, Леонідом Гайдамакою та Яковом Гаєвським входив до відомого квартету бандуристів.
Був репресований 1932 року. Подальша доля невідома.